# سیارک ۵۶۷۷ آبردونیا
سیارک ۵۶۷۷ (به انگلیسی: 5677 Aberdonia، نامگذاری:1987SQ1) پنج هزار و ششصد و هفتاد و هفتمین سیارک کشف شده‌است که در ۲۱ سپتامبر ۱۹۸۷ کشف شد.
قدر مطلق سیارک برابر ۱۲٫۴۰ است.
آبردونیا، یک سیارک سنگی‌است که در منطقهٔ بیرونی کمربند سیارک‌ها قرار گرفته و در حدود ۸ کیلومتر قطر دارد. این سیارک را ستاره‌شناس آمریکایی، ادوارد باول در ایستگاه اندرسون مسا در آریزونا، ایالات متحده کشف کرد.
آبردونیا که از گونهٔ سیارک‌های‌اس شناخته شده عضوی از خانوادهٔ کرونی‌ها؛ (گروهی که تاکنون حدود ۲۰۰ سیارک در آن شناخته شده) است و مدار آن نزدیک به بیضوی‌است. گردش به دور خورشید این سیارک که در فاصلهٔ ۲٫۷ تا ۳٫۰ واحد نجومی قرار دارد یک بار در هر ۴ سال و ۹ ماه (۱۷۴۴ روز) است.
این سیارک به‌افتخار دانشگاه اسکاتلندی آبردین به مناسبت پانصدمین سالگرد تأسیس آن در سال ۱۹۹۵ از سوی مرکز بررسی ریزسیاره‌ها به‌نام این دانشگاه نامگذاری شد. داشتن نخستین کرسی پزشکی در جهان انگلیسی زبان، شروع آموزش فلسفه طبیعی در بیش از ۴۰۰ سال پیش، و اولین آموزش نجوم که قدمت آن به سال ۱۵۹۳ می‌رسد، و کرسی‌نشینان برجسته در فلسفهٔ طبیعی مانند جیمز کلرک ماکسول و جرج پاجت تامسون انگیزهٔ این نام‌گذاری افتخاری بوده‌است.